# 콜드 하버 전투

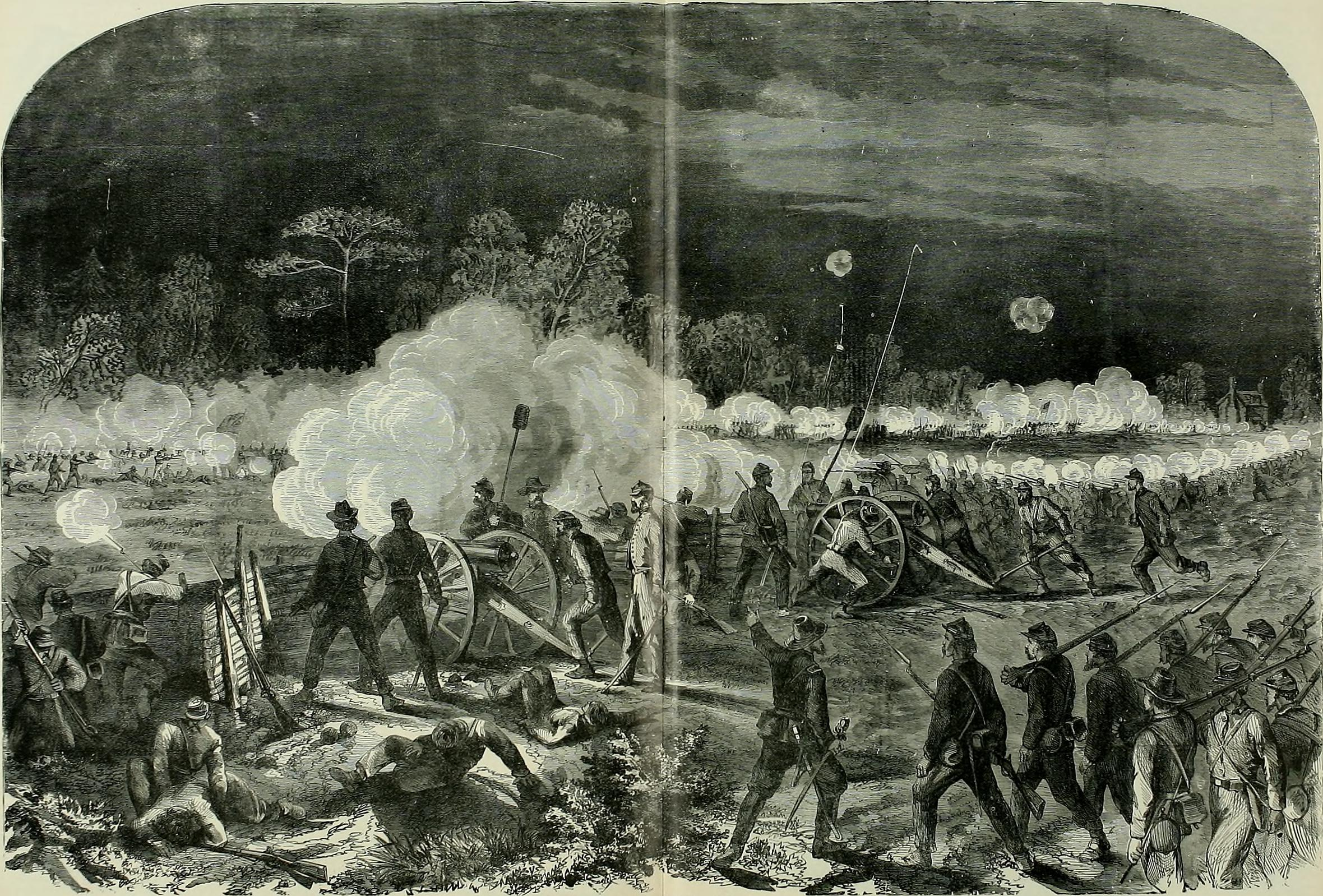
남부 연합군의 공격을 격퇴하는 제2군단 연합군

콜드 하버 전투(Battle of Cold Harbor)는 1864년 5월 31일부터 6월 12일까지 버지니아주 메카닉스빌 근처에서 미국 남북전쟁 중 벌어진 전투로, 가장 중요한 전투는 6월 3일에 일어났다. 이 전투는 율리시스 S. 그랜트 중장의 마지막 북군 전투 중 하나였다. 그랜트의 육로 캠페인(Overland Campaign)은 미국 역사상 가장 일방적인 전투 중 하나로 기억된다. 남군 로버트 E. 리 장군의 요새화된 진지에 대한 정면 공격으로 수백 명의 연합군이 사망하거나 부상을 입었다.